# Касавін Ілля Теодорович
Ілля Теодорович Касавін (рос. Илья Теодорович Касавин; нар. 7 листопада 1954, Москва, СРСР) — радянський і російський філософ, фахівець з теорії пізнання, філософії науки, філософії мови, теорії та історії культури, сучасної німецької та американської філософії; доктор філософських наук (1990), організатор і завідувач сектором соціальної епістемології (2005) Інституту філософії РАН, професор (2009), член-кореспондент РАН (2003). Головний редактор організованого ним щоквартального журналу Інституту філософії РАН «Епістемологія та філософія науки» (з 2004), керівник організованого ним російсько-німецького Центру з вивчення німецької філософії та соціології (1994—2004). Член редколегій і редакційних рад журналів «Social Epistemology», «Філософський журнал»; «Вісник ТвГУ», серія «Філософія»; «Методологія та історія психології»; член Вченої Ради Інституту філософії РАН, спеціалізованих докторських рад ІФ РАН і Сучасної гуманітарної академії. Керівник ряду міжнародних проектів, зокрема проекту «Наука і духовність» за підтримки Фонду Темплтона (США), Міждисциплінарного університету Парижа (Франція) і Елон Університету (США). Президент Російського Товариства історії та філософії науки (2016). Завідувач кафедри філософії Національного дослідницького Нижегородського державного університету ім. Н. І. Лобачевського (з 2017).

## Біографія
Народився в сім'ї філософів, викладачів філософського факультету МДУ — Теодора Ілліча Ойзермана і Генрієтти Захарівни Касавіної (1919—1993).
У 1980 році Ілля Касавін з відзнакою закінчив філософський факультет МДУ імені М. в. Ломоносова, в 1983 там же — аспірантуру. З 1983 року працює в Інституті філософії РАН. Основна сфера його наукових інтересів — теорія пізнання, філософія науки та соціологія знання, історія філософії, науки і культури.
Використовуючи ідеї В. С. Стьопіна, В. А. Лекторського, Д. Блура, Ілля Касавин запропонував варіант соціальної теорії пізнання (СТП), який радикально розширює її предметну область, що дозволяє аналізувати не тільки наукове, вербалізоване знання, але і всі когнітивне різноманіття свідомості, діяльності й спілкування. СТП віддає пріоритет не логічним способам аналізу і методів істинностної оцінки, а феноменологічному опису і типологичному аналізу знання. Вона пов'язує філософський підхід до знання в першу чергу з дослідженням не предметного, а соціального змісту.
Надалі Касавін, виходячи з ідей К. Хюбнера, М. К. Петрова, А. Я. Гуревича, Е. Еванс-Прічарда і М. Дугласа, розробив концепцію креативної онтології знання, щоб доповнити СТП до цілісної некласичної епістемології, яка запозичує концепти з гуманітарних наук (пізнавальна установка, міграція, осілість, місцевість, шлях, граничний досвід, архе, історичні апріорі, індивідуальна культурна лабораторія). Цей міждисциплінарний підхід об'єднує елементи соціальної теорії пізнання, феноменологічної культурології та герменевтики з методами і результатами соціальної та культурної антропології, палеоантропології, когнітивної психології, лінгвістики, історичної географії. Касавін прагне синтезувати аналітичні та феноменологічні підходи для побудови цілісної концепції повсякденності; він обґрунтував функціональну інтерпретацію повсякденності і необхідність розмежування повсякденності як реальності, знання і філософського принципу. Касавін займається також проблематикою міждисциплінарності у філософії і науках, теорією соціальних технологій, колективної епістемології і дослідженням філософії Девіда Юма. Ним підготовлена узагальнююча монографія «Социальная эпистемология. Фундаментальные и прикладные проблемы» (2013). Останні роки він веде роботу за проектом Російського наукового фонду «Соціальна філософія науки», в якому акцент робиться на дослідження інфраструктури науки й інших пізнавальних практик, а також керує проектом РФФД по дослідженню ідей та перекладу праць У. Хьюелла (У. Уевелла). Як додаток до «Социальной эпистемологии» (2013), ним опублікована монографія «Социальная философия науки и коллективная эпистемология» (2016).
Як редактор та упорядник Касавін керував підготовкою і виступив співавтором понад 30 колективних монографій, антологій і перекладів, в тому числі: «Заблуждающийся разум» (М., 1990), «Деятельность: теории, методология, проблемы» (М., 1990, совм. с Лекторским В. А.); «Наказание временем. Философские идеи в современной русской литературе» (М., 1992), «Познание в социальном контексте» (М., 1994, совм. с Лекторским В. А.), «Философия науки. Вып. 5» (М., 1999, совм. с Порусом В. Н.), «Разум и экзистенция» (СПб., 1999, совм. с Порусом В. Н.), «Уранос и Кронос. Хронотоп человеческого мира» (М., 2001), «Субъект. Познание. Деятельность. К семидесятилетию В. А. Лекторского» (М., 2002), «Человек. Наука. Цивилизация. К семидесятилетию академика В. С. Степина» (М., 2004), «Наука и религия. Междисциплинарный и кросс-культурный подход» (М., 2006), «Энциклопедия эпистемологии и философии науки» (М., 2009), «Истина в философии и науках» (М., 2010), «Экзистенциальный опыт и когнитивные практики в науках и теологии» (М., 2010), «Социальная эпистемология» (М., 2010), «Эпистемологический словарь» (М., 2011), «Дэвид Юм и современная философия» (М., 2012), «David Hume and Contemporary Philosophy». Ed. by Ilya Kasavin. (Cambridge: Cambridge Scholars Publishing. 2012), «Язык и сознание. Аналитические и социально-эпистемологические контексты». (М., 2013), «Понимание в кросскультурной коммуникации» (М., 2014), «Наука и социальная картина мира» (М., 2014, вместе с В. И. Аршиновым), «Социальная философия науки. Российская перспектива» (М., 2016), «Уильям Хьюэлл. Философия индуктивных наук» (М., 2016) та інші.
Автор понад 400 наукових праць, у тому числі 12 книг. 37 праць (у тому числі 4 монографії) опубліковані англійською, німецькою, французькою, китайською та корейською мовами.

## Родина
- Сестра — психолог Олена Теодорівна Соколова;
- Діти: три сини і дочка.

## Основні публікації
- Касавин И.Т. Теория познания в плену анархии: критический анализ новейших тенденций в буржуазной философии науки. — М. : Изд-во полит. лит-ры, 1987.
- Касавин И.Т., Сокулер Ж.А. Рациональность в познании и практике: критический очерк. — М., 1989.
- Касавин И.Т. Познание в мире традиций. — М. : Наука, 1990. — 204 с. — ISBN 5-02-008040-3.
- Ilia Kassavine. Ansätze zu der sozialen Erkenntnistheorie.
- Касавин И.Т. Миграция. Креативность. Текст. Проблемы неклассической теории познания. — СПб. : РХГИ, 1998. — 408 с. — ISBN 5-87516-247-3.
- Касавин И.Т. Традиции и интерпретации. Фрагменты исторической эпистемологии. — СПб. : РХГИ, 2000. — 320 с. — ISBN 5-88812-090-1.
- Касавин И.Т. Социальная теория познания. Учебное пособие. — М., 2001.
- Ilia Kassavine. Soziale Erkenntnistheorie: Migrationsmetaphern, Wissenstypen, Textepochen. Nichtklassische Ansätze. — 2003. — 292 с. — ISBN 978-3487118369.
- Касавин И.Т., Щавелев С.П. Анализ повседневности. — М. : Канон+, 2004. — 432 с. — ISBN 5-88373-163-5.
- Касавин И.Т. Текст. Дискурс. Контекст. Введение в социальную эпистемологию языка. — М. : Канон+, 2008. — 544 с. — ISBN 978-5-88373-099-2.
- Касавин И.Т. Социальная эпистемология. Фундаментальные и прикладные проблемы. — М. : Альфа-М, 2013. — 560 с. — ISBN 978-5-98281-361-9.
- Касавин И.Т. Социальная философия науки и коллективная эпистемология. — М. : Весь Мир, 2016. — 264 с. — ISBN 978-5-7777-0667-6.

## Нагороди
- У 1986 році за рішенням Президії АН СРСР першим з російських молодих філософів був удостоєний Медалі Академії наук з премією за цикл робіт з методології науки.
- Неодноразово премійований за свої роботи вченою радою ІФ РАН.
- У 1990—2015 роках удостоювався стипендій і грантів Фондів Сороса, Темплтона (США), Гумбольдта, Круппа, Фольксвагена, Німецької Служби академічних обмінів (Німеччина), грантів РФФД і РГНФ, грантів Президента РФ для підтримки наукових шкіл (2010—2016), гранту Російського наукового фонду (2014—2016), працював запрошеним дослідником в університетах Німеччини та Великої Британії.
- У 1991 і 1993 роках обирався запрошеним старшим дослідником коледжу Лінекер Оксфордського університету (Велика Британія).
- 2012 — премія імені Р. В. Плеханова РАН за серію робіт «Епістемологія та філософія гуманітарних наук»[6]